# Адельгор, Аске
Аске Эмиль Берг Адельгор (дат. Aske Emil Berg Adelgaard; род. 10 ноября 2003, Оденсе) — датский футболист, защитник нидерландского клуба «Гоу Эхед Иглз».

## Клубная карьера
Адельгор — воспитанник клубов «Раннерс» и «Оденсе». 7 августа 2022 года в матче против «Ольборга» он дебютировал в датской Суперлиге в составе последних.
19 августа 2024 года перешёл в нидерландский «Гоу Эхед Иглз», подписав четырёхлетний контракт до середины 2028 года.

## Достижения
«Гоу Эхед Иглз»
- Обладатель Кубка Нидерландов: 2024/25[нидерл.]

## Статистика выступлений
| Клуб             | Сезон            | Лига | Лига | Кубок | Кубок | Итого | Итого |
| Клуб             | Сезон            | Игры | Голы | Игры  | Голы  | Игры  | Голы  |
| ---------------- | ---------------- | ---- | ---- | ----- | ----- | ----- | ----- |
| Оденсе           | 2022/23          | 22   | 0    | 0     | 0     | 30    | 2     |
| Оденсе           | 2023/24          | 18   | 0    | 2     | 0     | 23    | 0     |
| Оденсе           | Итого            | 40   | 0    | 2     | 0     | 42    | 0     |
| Гоу Эхед Иглз    | 2024/25          | 22   | 0    | 5     | 0     | 27    | 0     |
| Гоу Эхед Иглз    | Итого            | 22   | 0    | 5     | 0     | 27    | 0     |
| Всего за карьеру | Всего за карьеру | 62   | 0    | 7     | 0     | 69    | 0     |